# Ö
Ö, u ö, es un carácter utilizado en varios alfabetos latinos extendidos, o la letra O con diéresis para indicar las vocales anteriores o u œ. En las lenguas sin diéresis, el carácter también se usa como una "O con diéresis" para referirse a una ruptura silábica, en el que su pronunciación se mantiene sin modificar una o.

## La letra Ö (umlaut)

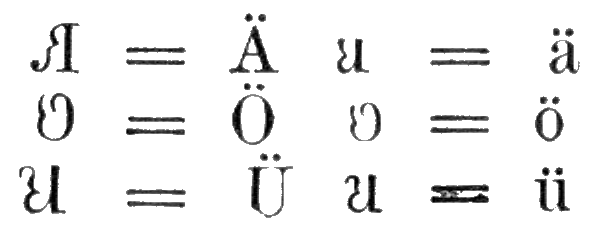
Johann Martin Schleyer propuso en Volapük una
forma alternativa para Ö para el idioma alemán.

La letra Ö aparece en el alfabeto alemán, sueco e islandés. Representa la forma metafonía de o, lo que œ u o. El carácter es cotejado con O en el alfabeto alemán, pero situada en el extremo de los de Suecia e Islandia. En sueco también, ö es una palabra por sí sola que significa "isla".
El carácter también se da en algunas lenguas que han adoptado nombres alemanes o la ortografía, pero no es normalmente una parte de estos alfabetos.
En otros idiomas que no tienen la letra como parte del alfabeto corriente o en conjuntos de carácter limitado, como ASCII, O-umlaut es frecuentemente reemplazado por el dígrafo "oe".

## La letra Ö en otros idiomas

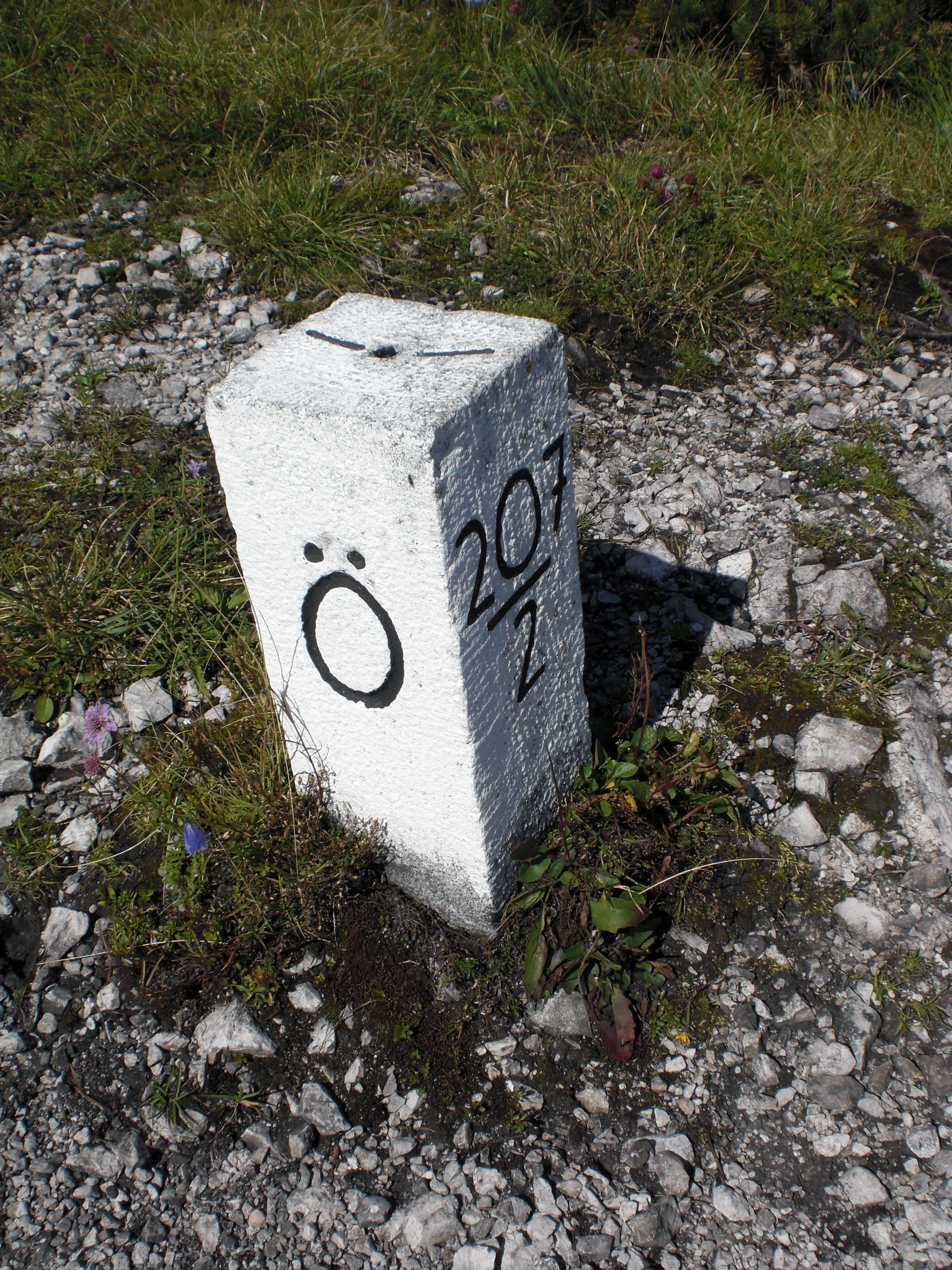
La letra Ö, que significa "Österreich", es decir, Austria, en alemán, en un mojón en la frontera entre Austria y Alemania.

La letra Ö aparece, además de las lenguas germánicas, en lenguas urálicas como el finés, carelio, estonio, Sami del Sur y húngaro, en las lenguas turcas, como el azerí, turco, turcomano, uigur (alfabeto latino), tártaro de Crimea, y en el uto-azteca lengua hopi, donde se representa el sonido de las vocales [ø, œ]. Su nombre en finés, sueco, islandés, estonio, azerí, turco, turcomano, uigur, tártaro de Crimea, húngaro y Votic es Ö ö [ø ː], no "O con dos puntos", ya que la / o / no es una variante de la vocal / o /, sino un fonema distinto.
Téngase en cuenta que a diferencia de la Ö de las lenguas germánicas, la letra Ö aquí no se puede escribir como "oe". Los pares mínimos existen entre 'ö' y 'oe' (y también con 'oo', 'oo' y 'oe'). Considere la posibilidad de eläinkö finlandés "animal?" (interrogativa) vs eläinkoe "animal de laboratorio", o el finés töissä "en el trabajo", toissa "antes de la última" (cf. diéresis germánica). En el caso de que el carácter O no esté disponible, O es sustituido y en el contexto se invoca para la inferencia del significado.
Suele tratarse como letra independiente, a veces, colocándolo al final del alfabeto. Es la última letra del alfabeto finés, después de Z, A y A, cumpliendo así con el lugar de "omega", por ejemplo, en Finlandia la expresión aasta ööhön "de la A a la Z". En Hungría, en los alfabetos turco y otros que tienen Ö, es una letra independiente entre O y P.
En Séneca "ö" se utiliza para representar [ɔ], una vocal media posterior redondeada nasalizada.

## O-diéresis
La O con diéresis se produce en varios idiomas que utilizan diéresis. En estos idiomas la letra representa una O normal, y la pronunciación no cambia (por ejemplo, en el término neerlandés / afrikaans coöperatief [cooperación]). Algunos escritores y publicaciones, tales como la revista norteamericana The New Yorker, que usan la letra en palabras en Inglés, como la zoología y la cooperación, y también es comúnmente empleado en el nombre de la constelación del Bootes.

## El uso de alfabetos fonéticos
En la Rheinische Dokumenta, un alfabeto fonético para muchos alemanes del Oeste Central, el Bajo Rin, y algunas relacionadas con las lenguas vernáculas, "ö" representa la vocal frontal redondeada a mediados de cerca con la notación de la API [O].
El alfabeto fonético urálicas utiliza <O> como en finés para referirse a la vocal anterior [o].

## Códigos para la informática
En Unicode, la junta de capital es punto de código U +00 D6 y la junta en minúscula es U +00 F6.
Las referencias numéricas de caracteres en HTML y XML son "O" y "O" para mayúsculas y minúsculas, respectivamente. El Nombre de la Entidad son s "o" y "O"

## Tipografía

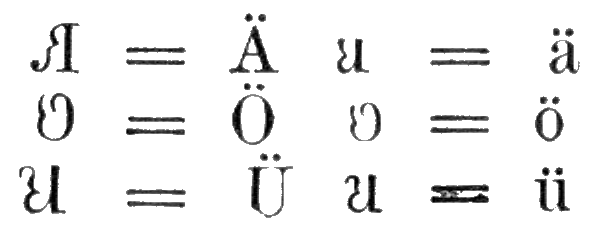
Johann Martin Schleyer propone una forma alternativa de Ö en volapük, pero apenas se utilizó.

Históricamente Ö fue escrito como una O con dos puntos sobre la letra. O con diéresis fue escrito como una O con un pequeño e escrito más arriba: este e degenerado minutos a dos barras verticales a principios de caligrafía moderna. En la mayoría de escrituras más tarde, estos bares a su vez, casi se convirtió en puntos. El origen de la letra o una ligadura similar para el OE dígrafo: e fue escrito por encima de o, y degeneró en dos pequeños puntos.
En algunas inscripciones y tipos de letra de pantalla, o se puede representar como una O con una pequeña letra E en el interior.
En la tipografía moderna no había suficiente espacio en las máquinas de escribir y más tarde los teclados de ordenador para permitir tanto una junta con-puntos (representando también a Ö) y barras con O-. Ya que parecía casi idéntica de los dos glifos, fueron combinados, se llevó a cabo también en la codificación de caracteres informáticos tales como ISO 8859-1. Como resultado de ello no había manera de distinguir entre los diferentes personajes. Mientras que Unicode teóricamente ofrece una solución, esto casi nunca se utiliza.
La entidad HTML para Ö Ö. Para la o, que es O (Mnemónico para "O diéresis").
El punto de código Unicode para ö es U +00 F6. Ö es U +00 D6.
En TeX, Ö y Õ son producidos usando \ "{O} y \" {o}, respectivamente.
La entidad numérica XML para Ö Ö o Õ. De ö, es O u O.
En todo caso, al no existir la posibilidad de escribir la letra con el umlaut alemán, se procede a sustituir la ö por oe o por la "o" simple. Esto sucedía con frecuencia cuando se redactaban escritos con máquina de escribir.
Alfabeto húngaro contiene O y O: doble o aguda es el par más largo de ö. Ver acento agudo doble.